# ابن الله
ابن الله مصطلح عقائدي، ولا يعني المصطلح في العقائد المسيحية اليوم أن الله قد أنجب ولدًا أو أنه قد اتخذ زوجة أو أنجبه وفق علاقة بشرية طبيعية، وحتى مع استبعاد المعنى الحرفي السابق أثار المصطلح جدلاً بين الباحثين حول معناه الحقيقي، فبينما جنح عدد من اللاهوتيين لاعتبار أن اللقب يشير إلى الطبيعة الإلهية الماورائية له، باعتباره الابن وكلمة الله الأزلي، أما المعنى الثاني الذي يناصره عدد آخر من الباحثين فهو يشير إلى أن يسوع بوصفه قد ولد من دون تدخل أب بشري فهذا يعني أنه ينسب لله مباشرة، وقد صادق عدد من الباحثين المسلمين على هذا التعريف منهم فراس السواح. عدد من اللاهوتيين جمعوا بين التعريفين في تعريف واحد يجمع بين كلا الصفتين، فهو ابن الله لصلته المباشرة به ولمشاركته إياه في طبيعته.[بحاجة لمصدر] في العصور القديمة كلمة ابن الله تعني رسول الله أو القوي بامر الله كما ورد في العهد القديم، وكلمة الأب تعني المعلم والمربي والمؤدب والخالق كما كان أنبياء إسرائيل يشيرون إلى الله؛ جاء في سفر إشعيا: «أَنْتَ يَا رَبُّ أَبُونَا»، وفي نفس المعنى تقريبا تستخدم الكلمة للإشارة إلى كبير العائلة، إذ يطلق عليه رب الأسرة أي معلمها وأبوها.

## ابن الله في المسيحية
ابن الله هو مصطلح روحي (وليس جسدي) يدل على يسوع المسيح حسب الاعتقاد المسيحي فوفقا لقانون الإيمان هو: «ابن الله الوحيد. المولود من الأب قبل كل الدهور إله من إله نور من نور. إله حق من إله حق مولود غير مخلوق مساوي الأب في الجوهر الذي على يده صار كل شيء الذي من اجلنا نحن البشر ومن أجل خلاصنا نزل من السماء وتجسد من الروح القدس وولد من مريم العذراء وصار إنسانا وصلب عوضنا في عهد بيلاطس البنطي تألم ومات ودفن وقام في اليوم الثالث كما في الكتب وصعد إلى السماء وجلس على يمين الله الأب وأيضا سيأتي بمجده العظيم ليدين الأحياء والأموات الذي ليس لملكه انقضاء»، الذي هو بنفسه الله الابن أي الله المتجسد والمتحد بالإنسان ويطلق على يسوع المسيح ابن الله وابن الإنسان وقد وردت لفظة ابن الله في الكتاب المقدس على لسان يسوع فيما يلي:

### الشيطان أو الأرواح الشريرة تنادي يسوع بـابن الله
- يوحنا 3:18 , يوحنا 5:25 , يوحنا 10:36 , يوحنا 11:4

#### بشر ينادون يسوع بـابن الله
- متى 4:3 , متى 4:6، , متى 8:29 ,مرقس 3:11 , لوقا 4:3 , لوقا 4:9 , لوقا 4:41

##### بشر ينادون يسوع بـابن الله
- متى 14:33 , متى 27:54 , مرقس 1:1 , مرقس 15:39 , يوحنا 1:34 , يوحنا 1:49 , يوحنا 11:27 , يوحنا 20:31 , أعمال الرسل 9:20 , رومية 1:4 , 2 كورنثوس 1:19 , غلاطية 2:20 , عبرانيين 4:14 , عبرانيين 6:6 , عبرانيين 7:3 , عبرانيين 10:29 , 1 يوحنا 3:8 , 1 يوحنا 4:15 , 1 يوحنا 5:1 , 1 يوحنا 5:5 , 1 يوحنا 5:10 , 1 يوحنا 5:13 , 1 يوحنا 5:20 , متى 14:33 , رؤيا 2:18

## أبناء الله" في اليهودية
للفظ «أبناء الله» في التناخ عدة معانٍ:
- عبارة "בני אלהים" («بني إلوهيم») في اللغة العبرية التي تترجم عادة إلى «أبناء الله» تصف الملائكة والبشر ذوي القوى الخارقة. انظر سفر التكوين من 6 : 2 إلى 6 : 4 وسفر أيوب 1 : 6.
- استخدمت للدلالة على القاضي أو الحاكم البشري كما جاء في سفر المزامير 82 : 6 («بنو العلي»).[4] وبشكل أخص، استخدمت لوصف ملك إسرائيل الحقيقي (في سفر صموئيل الثاني 7 : 14، إشارة إلى النبي داود ومن خلفوه، وكذلك في سفر المزامير 89 : 27 و28).
- بنو إسرائيل يسمون بـ «ابن الله» (بصيغة المفرد) كما في سفر الخروج 4 : 22 وسفر هوشع 11 : 1.
- ابن الله يطلقه اليهود على أي شخص تقيّ كما هو واضح بحسب الموسوعة اليهودية التي تنص على أن لقب ابن الله يطلقه اليهود "على كل من وضعت تقواه عليه" له في علاقة بنوية مع الله[5][6]
- واليهود يلقبه التوراة بلقب ابنة الله.[5]

## استخدامات أخرى
تحتوي الميثولوجيا القديمة على العديد من الشخصيات التي تعتبر كأب بشري أو إلهي. من بين الشخصيات هرقل ابن الإله زيوس، وفرجيليوس ابن فينوس. كما أن في الثقافتين الإغريقية والرومانية، كانت مفاهيم «ابن» أو «ابنة الله» سائدة ومعروفة ومقبولة، ومثال على ذلك فرساوس كما كانت اللآت تعتبر ابنة الله.
في الراستافارية، يعد هيلاسلاسي الأول من إثيوبيا ابناً لله بالنسبة للراستافاريين، رغم أنه بنفسه لم يقبل اعتبار نفسه كذلك. وفي ملحمة جلجامش، كانت والدة جلجامش من الآلهة واسمها نينسون، وكان والده بشراً عادياً واسمه لوجالباندا.